# Chambre des peuples
Cet article concerne la chambre haute de l'Assemblée parlementaire de la Bosnie-Herzégovine. Pour la chambre haute du Parlement de la fédération de Bosnie-et-Herzégovine, une entité politique de Bosnie-Herzégovine, voir Chambre des peuples de la fédération de Bosnie-et-Herzégovine.
Ne doit pas être confondu avec Chambre du peuple.
9e législature
Bâtiment du Parlement
La Chambre des peuples (en bosnien, croate et serbe : Dom naroda ; en serbe en écriture cyrillique : Дом народа) est la chambre haute de l'Assemblée parlementaire de la Bosnie-Herzégovine.
Elle est issue de la Constitution de la Bosnie-Herzégovine, partie intégrante de l'accord de paix de Dayton de 1995. La Chambre des Peuples, outre des compétences législatives et de contrôle, remplit une fonction de préservation des équilibres entre les entités territoriales et les communautés du pays.

## Composition
La Chambre des Peuples est composée 15 délégués dont 10 représentants pour la fédération de Bosnie-et-Herzégovine (5 Croates, 5 Bosniaques) et 5 représentants pour la république serbe de Bosnie.

## Nomination
Les 10 délégués représentant la fédération de Bosnie-et-Herzégovine sont désignés par son parlement régional. Les représentants de chaque communauté, bosniaques et croates, désignent respectivement 5 délégués bosniaques et 5 délégués croates.
Les 5 délégués représentant la république serbe de Bosnie sont désignés par l'Assemblée de la république serbe de Bosnie.
Le quorum est atteint à partir de 9 délégués, avec minimum 3 Bosniaques, 3 Croates et 3 Serbes.
Parmi ses membres 1 Bosniaque, 1 Croate et 1 Serbe occupent chacun pendant 8 mois à tour de rôle les fonctions de Président et de vice-Président de la Chambre.
Durée du mandat: 4 ans.
La Chambre des peuples peut être dissoute soit:
- par la présidence de la Bosnie-Herzégovine ;
- par une résolution de cette Chambre votée par une majorité de délégués dont une majorité dans 2 des 3 communautés.

## Présidence
Présidents à tour de rôle:  
- Nikola Špirić
- Kemal Ademović
- Dragan Čović

### Discriminations
En 2009, par son arrêt Sedjic et Finci contre Bosnie-Herzégovine, la Cour européenne des droits de l'homme (CEDH) a considéré que la Constitution de la Bosnie-Herzégovine ne respecte pas les dispositions du protocole n°12 de la Convention européenne des droits de l'homme concernant la non-discrimination. En effet, les requérant, Sedjic et Finci d'origine respectivement roms et juif ont contesté le fait que la présidence de la chambre, réservée aux bosniaques, serbes et croates ne soit accessible à des représentants de minorités.
Bien que condamnée par la CEDH, la Bosnie-Herzégovine n'a pas révisé sa Constitution, ce qui bloque son évolution vers un statut de candidat à l'adhésion à l'Union européenne.